# Sofía Gandarias
Sofia Goiriena de Gandarias (Guernica, Biscaia, 1951 - Madrid, 23 de gener de 2016), coneguda com a Sofia Gandarias, va ser una pintora espanyola.

## Biografia
Nascuda a Guernica, la seva obra plasma la realitat del seu temps i està fortament caracteritzada per influències musicals (com Mozart, Mahler i Verdi) i literàries, sent César Vallejo el seu poeta de referència. Va començar a pintar als 12 anys en el seu País Basc natal.
En 1970 va ser escollida com Miss Castella, la qual cosa va permetre participar en el Miss Espanya del mateix any.
Es va llicenciar per la Facultat de Belles arts de San Fernando de la Universitat Complutense de Madrid. En 1978 pinta Kokoscha-Alma-Mahler, tres figures molt relacionades entre si, les destinacions de les quals són summament representatius de l'esperit de l'època. Va ser el començament d'una intensa activitat professional: la seva pintura, traçada des del coneixement i el compromís en sèries com La protesta del silencio en 1980, o Presencias, en 1986, van ser ben acollides tant per la crítica com pel col·leccionisme. "És el recorregut de l'ull visionari de l'artista que capta el passat i ho projecta al futur, és aquesta mirada zahorí i com somnàmbula amb la qual Gandarias ha tractat aquesta sèrie", defineix l'escriptor paraguaià Augusto Roa Bastos. Carlos Fuentes, per la seva banda, opina que l'estil de Gandarias s'enquadra "en la gran tradició velazqueña, espanyola, del retrat que és senyal d'identitat, prova d'existència i exercici irònic entre la fama infame i la invisivilidad visible, entre el monarca i els anarques, entre Felip IV i els obrers disfressats de déus, entre Carles IV i els enamorats de les festes de Sant Isidre; ens ofereix relats del seu temps en els quals la figura i el seu temps són inseparables".
En 1987 contreu matrimoni a la ciutat italiana de Venècia amb el polític socialista Enrique Baró, exministre de Transports i qui seria triat eurodiputat aquest mateix any i posteriorment arribaria a ser President del Parlament Europeu, i en 1988 neix el seu fill Alejandro. Reprèn la seva activitat a Venècia amb una gran "Retrospectiva", en 1990.
Retrata al mestre violinista Yehudi Menuhin en 1993, i comença a col·laborar amb la seva Fundació; “Es el hombre más sabio que he conocido”, va dir Gandarias. Posteriorment, el seu compromís per la pau i la cultura mundials s'expressen en la seva exposició "Pour la tolérance", en la Gran Arche de la Fraternité de París, inaugurada per Federico Mayor Zaragoza, Simone Veil i Barbara Hendricks; i el seu retrat "Love Prayer" és el símbol de l'exposició amb motiu del 50 Aniversari de la UNESCO. A partir de l'any 2000 se submergeix en l'estudi de l'obra de l'escriptor italià Primo Levi, prenent com a pedra angular el llibre “Si esto es un hombre”. Neix la sèrie "Primo Levi, la memória", un referent en la seva vida i la seva obra posterior: gràcies a aquest autor, relata l'horror dels camps d'extermini i el dolor humà de manera crua i integral.
Després dels atemptats de l'11 de setembre va pintar la sèrie "NY 11 S". Composta per 13 quadres, el titulat “Miserere (Julianna)” està en el 9/11 Memorial Museum NY.
Ja entrat el tercer mil·lenni, torna a reprendre "Kokoschka-Alma-Mahler" amb "Kafka, el visionario", sèrie de 64 quadres que va molt més enllà del merament pictòric. Després de veure aquestes sèries, José Saramago va afirmar de la seva pintura que “les teles de Sofia Gandarias són aquests miralls pintats, d'on s'ha retirat, recomposta, la seva imatge, o on oculta encara es manté, tal vegada sota una capa de llum daurada o d'ombra nocturna, per lliurar a l'ús de la memòria, l'espai i la profunditat que li convé. No importa que siguin retrats o naturaleses mortes: aquestes pintures són sempre llocs de memòria".
Sofia Gandarias va assenyalar que els pintors que han marcat la seva vida són principalment Velázquez, Goya i Francis Bacon (entre d'altres), mentre que el seu mestre va ser el pintor manxec Manuel Villaseñor.
Va ser membre del Patronat de la Fundació Yehudi Menuhin Espanya i del Istituto Internazionale dell'Opera e la Poesia di Verona de la UNESCO. Entre altres condecoracions i premis, va rebre les de Cavaller de les Arts i de les Lletres (2005) i de la Legió d'Honor (2010), atorgades per la República Francesa.
Sofia Gandarias va morir a Madrid el 23 de gener de 2016.

## Obra
Algunes de les seves obres:
- 1978: inicia la sèrie "Presencias" (retrats de Kokoschka, Mahler i Alma). Continua amb el Retrato de la Pasionaria (1980), i La protesta del silencio (1981).
- 1982 a 1986: profunditza la sèrie "Presencias" amb Augusto Roa Bastos, Federico García Lorca, Miguel Ángel Asturias, José Bergamín, Jorge Luis Borges, Alejo Carpentier, Eduardo Carranza, Rosalía de Castro, Julio Cortázar, Salvador Dalí, Rubén Darío, Rómulo Gallegos, Guimaraes Rosa, Gabriel García Márquez, Gabriela Mistral, Pablo Neruda, Juan Carlos Onetti,José Ortega y Gasset, Octavio Paz, Juan Rulfo i César Vallejo.
- 1990: torna a la pintura -després d'un abandó per problemes de salut- amb el retrat de Alejandro amb el caballito, Melina Mercuri i Antoni Clavé. En 1991 pinta Alejandro en el Florian.
- 1992: inicia la sèrie "Toreo y Ballet" amb Nureyev. També pinta a Bacon, Diego y Frida, i realitza un Autorretrato amb Delvaux. Escomet la sèrie "El amor en Venecia", i comença la sèrie "Arte contra la violencia", cristal·litzant en el Tríptico de Sarajevo.
- 1993: retrats de Yehudi Menuhin, Aligi Sassu i Helenita Olivares. Sorgiment de la idea "Direction Femmes" amb Simone Veil. Inici de les sèries "Brel" i "El Gorila Kumba".
- 1994: retrats Love Prayer (Barbara Hendriks), La mano herida (Sarajevo, amb Susan Sontag i Juan Goytisolo), Carlos Fuentes, François Mitterrand, Hugo Claus, Emile Veranneman. Viatja a Mèxic altre cop per iniciar l'exploració dels colors.
- 1995: Realitza la "Serie Pessoa" -l'obra principal és O ano do nascimento de Ricardo Reis, amb José Saramago-, i la sèrie "El espectador" amb Albert Camus i María Casares com a referents. A més a més, inicia la sèrie "Poderoso caballero, Don Dinero...".
- 1996: Retrats de Edith Piaf i Yves Montand, René Cassin i Sami Nair.
- 1997: Sèries "La Poesía", "Los Iris", quadres Los sueños de Buñuel, Le chat mondain, i Retrato de Jorge Semprún.
- 1998: Sèries Pájaros en prêt-à-porter y alta costura, Kumba hot line i La chatte mondaine.
- 1998-1999: Tríptico de Guernica, testimoni de l'horror viscut per la vila natal de l'artista durant la Guerra Civil espanyola.
- 1999: Inicia la sèrie "Stop Ahead".
- 2000: Realitza la sèrie "Primo Levi, la memoria", una de les sèries amb la qual Gandarias ha aconseguit més reconeixement internacional, tant a Espanya com a Europa.
- 2001-2002: Sèrie "NY 9/11".
- 2002: Realitza el Retrato de Jorge Edwards, i segueix amb la sèrie "Iris".
- 2002-2003: Sèrie "María Callas-Retratos".
- 2004: Sèrie "I bravi", "Cardenales venecianos".
- 2004-2005: Sèries "Messaggio-Dolore", i "Madrid capital del dolor", dedicada a la tragèdia del 11-M madrilenya.
- 2004-2005 Sèrie "El llanto de las flores", i ("Madrid 11-M").
- 2006 a 2009: Realitza la sèrie "Kafka, el visionario", amb els retrats de Kafka, Milena, Max Brod, Imre Kertesz, Walter Benjamin, Germaine Tillion, José Saramago, Paul Celan, Philip Roth, Jean Amery, Carlos Fuentes, Gianfranco de Bosio, Marie Curie-Rita Levi Montalcini, Kart Eril-Bertolt Brecht, Rilke, Jaroslav Seifert, Primo Levi, i Hanna Arendt. En aquesta sèrie, a més de retrats, s'integren quadres interpretatius de textos de Kafka (El proceso”, La colonia penitenciaria, América, Informe para la Academia, Descripción de una lucha, Carta al Padre I y II, La metamorfosis, El Castillo e Investigaciones de un perro. Diverses exposicions i èxit internacional.
- 2009: Quadre Yes, we can: Obama-Luther King. Realiza el Retrato de Mario Vargas Llosa, i inicia la sèrie Gandhara.
- 2010: Continua la sèrie Gandhara, i realitza a més retrats d'Edgar Morin, Gabriela Mistral, Amalia Rodrigues, així com la sèrie Coloquio de los perros.
- 2011. Sèrie “Gandhara (Silencios)”, “Greed: the graves of humanity”
- 2012. Publicació del llibre “Presencias Instantes”, encàrrec de la Secretaria General Iberomericana (SEGIB), “Encerrados”.
- 2013.Sèries “Peggy’s Tango”, “Il Método Bertone” “La camarlenga”,
- 2014.“Vaticano I, Vaticano II”, “Un ballo in maschera”.

## Col·leccions
L'obra de Sofia Gandarias es troba en els museus d'Albacete, Santander, Guernica, Bordeus, Ca Pesaro (Venècia), museu de Malabo (Guinea), Museu Provincial (Ciudad Real) i la Casa Museu Federico García Lorca (Fuentevaqueros, Granada). També es troba en la Fundació Menuhin, al Parlament Europeu, en el Senat Espanyol (Madrid), a la Casa Museu Fernando Pessoa i el Museu da Cidade (Lisboa), la Universitat Carles III (Getafe, Madrid), Fundació Príncep d'Astúries, el Palau Real de Jordània (Amman), en la British Red Cross, la seu de la UNESCO (París), la Universitat de Dili (Timor), la Veranneman Stichting (Bèlgica), el Teatre de la Fenice (Venècia), en Illa Negra (Xile), el Musée Garnier (Palais Garnier, Òpera de Paris), la Fondazione Levi Montalcini i la Càtedra Julio Cortázar (Guadalajara, Mèxic), Biblioteca Nacional (Lima, Perú), 9/11 Memorial Museum (Nova York).
També està present en col·leccions privades a París, Venècia, Brussel·les, Anvers, Lisboa, Londres, Copenhaguen,
Estrasburg, Milà, Los Angeles, Boston, Quito, La Paz, Madrid, Barcelona, Santander, Mallorca, Mèxic, Nova York, Tòquio, Copenhaguen, San José de Costa Rica.

## Publicacions
- 1980: "Kokoschka-Alma-Mahler", edició a càrrec de José García Nieto, RNE editors.
- 1981: Exposició en el Museu Municipal de Santander. Textos d'Enrique Azcuaga, José Hierro, Manuel Conde i José Mº Iglesias
- 1986: “Presencias”, exposició en la Fundació BBVA, text d'Augusto Roa Bastos.
- 1990: Sofía Gandarias, “Retrospectiva”, Arsenale Editrice, SL.
- 1995: “Pela Tolerância”, exposició Palacio dás Galveias. Textos de José Saramago. Edicions Pelouro de Cultura.
- 1996: “Pour la tolérance”, exposició en la Gran Arche de la défense (París). Textos de Federico Mayor Zaragoza, Carlos Fuentes, Juan Goytisolo, Simone Veil, Yehudi Menuhin i Sami Naïr.
- 1999: “Arte en el Senado”, textos de Guillermo Solana.
- 1999: “Guernica de Sofía Gandarias”, per Kosme de Barañano, edicions Museu de la Pau, Guernica.
- 2001: “Primo Levi, la memoria”, a Milà. Textos de Jean Samuel, Simone Veil, TF edicions. 2002: “Primo Levi, la memoria”, a Torí. Textos de Gianni Vattimo, Gianfranco de Bosio, Jean Samuel. TF edicions. 2003: "Primo Levi, la memoria", Museu d'Història Moderna, Ljubljana. Textos de Demetrio Volcic, Ciril Zcobec.
- 2004: "Primer Levi, la memòria", en la Fundació de les Tres Cultures. Textos de Diego Carcedo, Gianni Vattimo, Reyes Mat, Jean Samuel, Gianfranco de Bosio.
- 2007: "New York 9/11", Roccia Albornoziana, Spoleto (Itàlia). Textos de Sami Naïr, Gianfranco de Bosio i Edward Malefakis.
- 2009: "Kafka, el Visionario", Haus am Kleistpark, Berlín. Text de Rita Levi Montalcini i Michael Nungesser.
- 2010: "Kafka, el Visionario", Czech Center, Institut Cervantes. Text de José Saramago.